# Municipio de Moscow (Kansas)
El municipio de Moscow (en inglés: Moscow Township) es un municipio ubicado en el condado de Stevens en el estado estadounidense de Kansas. En el año 2010 tenía una población de 687 habitantes y una densidad poblacional de 1,56 personas por km².

## Geografía
El municipio de Moscow se encuentra ubicado en las coordenadas 37°18′28″N 101°12′13″O / 37.30778, -101.20361. Según la Oficina del Censo de los Estados Unidos, el municipio tiene una superficie total de 441.39 km², de la cual 440,98 km² corresponden a tierra firme y (0,09 %) 0,41 km² es agua.

## Demografía
Según el censo de 2010, había 687 personas residiendo en el municipio de Moscow. La densidad de población era de 1,56 hab./km². De los 687 habitantes, el municipio de Moscow estaba compuesto por el 80,35 % blancos, el 0,44 % eran afroamericanos, el 1,89 % eran amerindios, el 0,29 % eran asiáticos, el 14,41 % eran de otras razas y el 2,62 % eran de una mezcla de razas. Del total de la población el 31 % eran hispanos o latinos de cualquier raza.